# Khirbet al-Faras
Khirbat Al Faras (en árabe: خربة الفرس‎) es una ciudad siria que pertenece administrativamente a la gobernación de Tartús ubicada en la región de Khawabi, su distancia de la ciudad de Tartus es de unos 20 km. Khirbat Al Faras tiene una altitud de 300 metros y está rodeada por dos ríos. Según la Oficina Central de Estadísticas de Siria, Khirbet al-Faras tenía una población de 1113 en el censo de 2004. Sus habitantes son predominantemente ismaelitas, aunque existe una minoría alauita.